# オトナの一休さん
『オトナの一休さん』（オトナのいっきゅうさん）は、NHKラジオ第2放送の日本のラジオドラマおよびEテレ放送の日本のアニメ作品。
大徳寺の記録などに基づいた史実の一休宗純を描く。現存する文献を典拠としているが、台詞や演出には創作を取り入れている。
アニメは当初、2016年6月に全3話で放映された。同年10月5日からレギュラー番組化。第一則より再度放映開始し、12月28日の第十三則まで放送された。
第2シリーズが2017年4月4日の第十四則より6月27日の第二十六則まで放送された。

## キャスト
- 一休宗純 - 板尾創路
- 養叟宗頤（兄弟子） - 尾美としのり
- 蜷川新右衛門 - 山崎樹範
- 地獄太夫 - 大堀恵
- 弟子たち - 夜ふかしの会
- 若い僧 -  大重わたる
- 養叟の弟子 - 三宅十空
- 鴉 - 砂川禎一郎
- 店番 - 大重わたる
- フナ - 緒方賢一
- 没倫紹等 - 鬼頭真也
- 森女（しんにょ） - 山下リオ（テレビ）、恒松あゆみ（ラジオ）
- その他（ラジオ） - 樫井笙人、徳石勝大
- その他（テレビ） - 大重わたる、鬼頭真也、原慎一、三宅十空、砂川禎一郎

## ラジオドラマ
2016年1月1日（11:30 - 12:00）にNHKラジオ第2で放送。
- 作 - ふじきみつ彦

## テレビアニメ

### スタッフ
- 作 - ふじきみつ彦
- 絵 - 伊野孝行
- 音楽 - 大友良英
- 歌 - マレウレウ
- 制作 - NHKエデュケーショナル
- 制作・著作 - NHK

### 音楽
オープニングテーマ「チカプ -cikap-」
アイヌ伝承曲
エンディングテーマ「エンディングテーマ」
作詞 - ふじきみつ彦・大友良英 / 作曲 - 大友良英
サウンドトラックには「一休さんのテーマ」という曲名でフルバージョンも収録されている。
挿入歌「大人の一休さん」
作詞 - ふじきみつ彦 / 作曲 - 大友良英
歌 - 一休宗純（板尾創路）（第四則、第二十六則）
歌 - 一休宗純（板尾創路）・地獄太夫（大堀恵）（第十三則）

### 各話リスト
| 話数        | サブタイトル                 | 典拠                      | アニメーション |
| 第1シリーズ | 第1シリーズ                  | 第1シリーズ               | 第1シリーズ    |
| ----------- | ---------------------------- | ------------------------- | -------------- |
| 第一則      | クソとお経                   | 清庵語録                  | 野中晶史       |
| 第二則      | 雀の葬式                     | 狂雲集                    | 幸洋子         |
| 第三則      | 思春期の一休さん             | 一休和尚年譜              | 飯田千里       |
| 第四則      | ストリート禅問答             | 一休和尚年譜              | 野中晶史       |
| 第五則      | 法要の夜に美女と             | 狂雲集                    | 幸洋子         |
| 第六則      | 風流な坊さんベスト3          | 狂雲集                    | 幸洋子         |
| 第七則      | 貴様ならどうする             | 狂雲集                    | 飯田千里       |
| 第八則      | からすの声で悟る             | 一休和尚年譜              | 野中晶史       |
| 第九則      | 印可状なんていらない         | 一休和尚年譜 自戒集       | 飯田千里       |
| 第十則      | ビジネス坊主はニセ坊主       | 一休和尚年譜              | 飯田千里       |
| 第十一則    | 正月の一休さん               | 一休ばなし 大圓禅師夜話   | 幸洋子         |
| 第十二則    | 一休、エリートコースに乗る   | 一休和尚年譜              | 野中晶史       |
| 第十三則    | 一休、エリートコースをおりる | 一休和尚年譜 狂雲集       | 野中晶史       |
| 第2シリーズ |                              |                           |                |
| 第十四則    | 帰ってきた一休さん           | 通圓壺之記                | 幸洋子         |
| 第十五則    | 一休、自殺を図る             | 一休和尚年譜              | 野中晶史       |
| 第十六則    | 一休さんは強がり坊主         | 狂雲集                    | 飯田千里       |
| 第十七則    | 一休、改宗する               | 狂雲集                    | 円香           |
| 第十八則    | 養叟とマジ大喧嘩             | 一休和尚年譜              | 幸洋子         |
| 第十九則    | 養叟の死                     | 一休和尚年譜              | 野中晶史       |
| 第二十則    | 応仁の乱と一休さん           | 狂雲集                    | 野中晶史       |
| 第二十一則  | 七十七歳の恋                 | 狂雲集                    | 円香           |
| 第二十二則  | 一休、エロ漢詩を詠む         | 狂雲集                    | 飯田千里       |
| 第二十三則  | 偉くなるって恥ずかしい       | 狂雲集                    | 円香           |
| 第二十四則  | 地獄の一休さん               | 狂雲集                    | 幸洋子         |
| 第二十五則  | 後継者などいらん！           | 大徳寺文書 真珠庵文書之一 | 飯田千里       |
| 第二十六則  | さよなら、一休さん           | 一休和尚年譜              | 野中晶史       |

### 放送局

#### 初回放送
| 放送期間                              | 放送時間                                               | 放送局    | 対象地域 | 備考 |
| ------------------------------------- | ------------------------------------------------------ | --------- | -------- | ---- |
| 2016年6月6日2016年6月8日2016年6月13日 | 月曜 23:50 - 23:55水曜 10:45 - 10:50月曜 23:50 - 23:55 | NHK Eテレ | 日本全域 |      |

#### レギュラー放送
| 放送期間                 | 放送時間           | 放送局    | 対象地域 | 備考 |
| ------------------------ | ------------------ | --------- | -------- | ---- |
| 2016年10月5日 - 12月28日 | 水曜 10:45 - 10:50 | NHK Eテレ | 日本全域 |      |

| 放送期間               | 放送時間           | 放送局    | 対象地域 | 備考                      |
| ---------------------- | ------------------ | --------- | -------- | ------------------------- |
| 2017年4月4日 - 6月27日 | 火曜 22:45 - 22:50 | NHK Eテレ | 日本全域 | 再放送 金曜 11:45 - 11:50 |

### CD
| 発売日         | タイトル                                         | 規格品番   |
| -------------- | ------------------------------------------------ | ---------- |
| 2016年12月21日 | 「オトナの一休さん」オリジナル・サウンドトラック | PCCR-00647 |